# جيمس س. أوينز جونيور
جيمس س. أوينز جونيور (بالإنجليزية: James C. Owens, Jr.)‏ هو ضابط أمريكي، ولد في 5 ديسمبر 1910، وتوفي في 4 يونيو 1942.